# Perito Moreno
Ledenik Perito Moreno (špansko Glaciar Perito Moreno) je ledenik v narodnem parku Los Glaciares v jugozahodni provinci Santa Cruz v Argentini. To je ena najpomembnejših turističnih znamenitosti argentinske Patagonije.
Ledenik površine 250 km² in dolžina 30 km je eden od 48 ledenikov, ki so del južnopatagonskega ledenega polja, ki leži v Andih in si ga delita Čile in Argentina. To ledeno polje je tretja največja svetovna rezerva sveže vode.
Ledenik Perito Moreno leži 78 kilometrov od mesta El Calafate in je dobil ime po raziskovalcu Franciscu Morenu, pionirju, ki je v 19. stoletju raziskoval regijo in imel pomembno vlogo pri obrambi ozemlja Argentine v mednarodnem konfliktu s Čilom.

## Zgodovina
Leta 1879 je britanski kapitan čilske mornarice Juan Tomás Rogers prvič videl veličasten ledenik, ki ga je imenoval Francisco Gormaz, po imenu direktorja hidrografskega urada čilske mornarice, ki je sponzoriral organizacijo ekspedicije. Nekaj let kasneje se je Rudolph Hauthal, pristojen za argentinsko mejno komisijo, srečal z ledenikom in se odločil, da ga imenuje Bismarck v čast pruskega kanclerja.
Leta 1881 je bila podpisana mejna pogodba med Čilom in Argentino, ki je določila mejo obeh držav v gorskem območju Andov do 52. vzporednika. Ledenik je bil vzhodno od Andskega pogorja in v jezeru atlantskega povodja, kot je Argentinsko jezero, je ledenik pod argentinsko suverenostjo. Pred pogodbo je bilo območje predmet spora med obema državama.
Nazadnje, leta 1899 po dolgih letih raziskav, zbiranja arheološkega materiala in raziskovanju območja, je argentinski poročnik Iglesias, ki je bil zadolžen za študije za argentinski hidrografski inštitut, imenoval ledenik Perito Moreno v znak hvaležnosti gospodu Franciscu Pascasio Morenu.

## Opis
Ledenik je nenavaden v tem, da se veča, večina ledenikov po svetu pa se umika. O razlogu glaciologi še vedno razpravljajo.

## Morfologija
Zgornja meja ledenika je na razvodju, ledeni plašč ima povprečno višino 2200 m, najvišja točka je 2950 m pri Cerro Pietrobelli. Od tam se ledenik razteza približno 30 km proti vzhodu do Argentinskega jezera. Na podlagi satelitskih posnetkov iz leta 1999 je bila določena površina ledenika 254 kvadratnih kilometrov.
Ledenik doseže Argentinsko jezero ob njegovem južnem vznožju in ločuje dva pritoka, in sicer Brazo Rico na jugu od Canal de los Témpanos severneje. Včasih ledenik premosti celotno vejo jezera in doseže nasprotni breg, na skrajnem zahodu polotoka Magellan. Čelo ledenika na Canal de los Témpanos je dolga 2,3 km, v Brazo Rico pa 2,1 km, fronta na zahodni strani polotoka Magellan pa 0,5 km. Višina čela je od 55 do 77 metrov nad vodno črto. Najgloblja točka blizu čela v Brazo Rico je 110 m, v Canal de los Témpanos pa 164 m. Ledenik na nobeni točki ne tvori plavajočega jezika. Hitrost čela je največja na sredini v Canal de los Témpanos, kjer je bila določena vrednost 795 metrov na leto.

## Občasna zajezitev in preboj Brazo Rica
Iz prve uporabne fotografije ledenika iz leta 1899 je razvidno, da je bil takratni konec ledenika en kilometer nad sedanjim ledeniškim čelom. V naslednjih letih je napredoval, dokler se leta 1917 ni zgodila prva dokumentirana zajezitev Brazo Rica. Medtem je bilo več kot 20 takih zajezitev in evakuacij, običajno se postopek ponovi vsake dve do štiri leta. Med zajezitvijo leta 1965 je zabeleženo dviganje vodostaja za 28,4 m v Brazo Rico, vendar se to zdi pretirano, saj vegetacija na območju južnega kraka kaže na največji dvig 23,5 metra. Če bi se voda dvignila več kot 25 metrov nad nižje ležeča območja na severovzhodnem območju Brazo Rica, bi odtekla in tako preprečila nadaljnji dvig.
V letih med 1988 in 2003 je ledenik večkrat dosegel nasprotni breg, vendar ni prišlo do spektakularnih prebojev, ker je voda lahko odtekala skozi kanale v ledu. Leta 2003 je ledeniško čelo v Canal de los Témpanos napredovalo za 100 do 120 metrov, v Brazo Rico pa 150 metrov. Septembra 2003 je ledenik dokončno blokiral pretok Brazo Rica. Območje južnih delov Argentinskega jezera - Brazo Rico in Brazo Sur - se je v naslednjem obdobju povečalo s približno 150 km² na 172 km², gladina vode se je povečala za 9,35 metra. 11. marca se je voda začela prebijati, sprva skozi razpoke v ledu, ki so se povečale. Dva dni kasneje se je 60 metrov visok del ledenega čela podrl. Dve leti kasneje, 13. marca 2006, se je zgodil naslednji tak propad ledenega jezu. Naslednji preboj 9. julija 2008, argentinski dan neodvisnosti, je bil prvi znani propad v zimskem polletju. Ta nenavaden čas je lahko povezan z globalnim segrevanjem. Zadnji preboj se je zgodil 12. marca 2018 ponoči.
Ta cikel zajezitev-led-most-podor je naraven cikel med enkrat letno in manj kot enkrat na desetletje.
Preboji so se zgodili tudi 4. marca 2012, 2008, 2006, 2004, 1988, 1986, 1980, 1977, 1975, 1972, 1970, 1966, 1963, 1960, 1956, 1953 , 1952, 1947, 1940, 1934 in 1917. V povprečju se zruši približno na štiri do pet let.
Od februarja 2012, pred porušitvijo 2. marca 2012, je ledenik zajezil Brazo Rico. Nivo vode je tam narasel za 5,6 metra.

## Evolucija ledenika
V nasprotju z večino ledenikov v regiji se ledenik Perito Moreno ne umika. Masno ravnovesje v zadnjih desetletjih ne kaže jasnega trenda. Vzrok za to vedenje bi lahko bil v geometriji ledenika.
Po eni strani igra vlogo konec ledenika v Argentinskem jezeru. Tam se ledenik sreča z nasprotnim bregom jezera na polotoku Magellan, globina vode pred obema čeloma ledenika na desni in levi strani pa se hitro povečuje, kar preprečuje tudi nadaljnje napredovanje ledenika, saj hitrost taljenja znatno narašča z naraščajočo globino vode. Hitrost čela je za ledenike, ki se končajo s sladko vodo, nenavadno velika, kar kaže na to, da je to eden od razlogov, zakaj je bilo čelo ledenika v zadnjih nekaj desetletjih tako stabilno.
Drug razlog za stabilnost ledenika Perito Moreno bi lahko bil, da je ledenik na območju ravnotežne črte razmeroma strm; če to povečamo za 100 metrov, pomeni le zmanjšanje površine hranil za 4 odstotke.

## Živalstvo
Na ledeniku prebiva majhna ledeniška vrbnica Andiperla Willinki. Imenuje se tudi 'biser Andov' ali 'zmaj Patagonije', neke vrste plecoptera iz družine Gripopterygiidae, ki naseljuje patagonske ledenike v Argentini in Čilu in celo življenje preživi na ledu. Meri približno 15 mm in se hrani z bakterijami, ki živijo na ledu, in jih prinaša veter.
Našli so jo na ledeniku Upsala, leta 1956 pa jo je opisal Aubert Willink. Zaradi redkosti, majhnosti in ekstremnega habitata so verjeli, da je izumrl. Vendar so ga leta 2001 ponovno odkrili v ledeniku Torres del Paine v 20 m globokem vdolbinici, ob tej priložnosti pa jo je posadka imenovala 'patagonski zmaj'.

## Turizem
Perito Moreno je zaradi svoje velikosti in dostopnosti ena glavnih turističnih znamenitosti v južni Patagoniji. Ni oddaljen manj kot dve uri z avtobusom iz El Calafata, številne turistične družbe pa ga dnevno obiskujejo. Veliko središče za obiskovalce na mestu ponuja krožno pot, ki obiskovalcem omogoča ogled južnega roba in vzhodno lice ledenika.
V zadnjih letih so postale priljubljene pohodniške ture po ledu. Obe standardni turi sta možnost »mini trekinga«, sestavljenega iz kratkega sprehoda približno uro in pol ter različice »velikega pohoda po ledu«, ki je običajno traja približno pet ur. Turistična podjetja zagotavljajo turistom  dereze.